# Khouribga (stad)
Khouribga (Arabisch: خريبكة, Tamazight: ⵅⵯⵔⵉⴱⴳⴰ) is een stad in het binnenland van Marokko in de gelijknamige provincie Khouribga, in de regio Béni Mellal-Khénifra. Het ligt ten noordoosten van Marrakesh en op de lijn tussen Casablanca en Beni Mellal. Bij de volkstelling van 2014 werden er 196.196 inwoners geteld.
Khouribga ligt in het centrum van een belangrijk fosfaatgebied.
- Hind Dehiba (1979), Frans atlete
- Hindi Zahra (1979), Marokkaanse zangeres
- Mohamed Moustaoui (1985), middellangeafstandsloper
- Adam Masina (1994), Italiaans voetballer
- Bruno Catalano (1960), kunstenaar